# Großer Preis von Frankreich 1984
Der Große Preis von Frankreich 1984 (offiziell 70e Grand Prix de France) fand am 20. Mai im Stade Automobile de Dijon-Prenois in Dijon statt und war das fünfte Rennen der Formel-1-Weltmeisterschaft 1984.

## Berichte

### Hintergrund
Der rund 3,8 Kilometer lange Kurs in der Nähe von Dijon wurde zum letzten Mal als Austragungsort für einen Grand Prix gewählt. Die beiden Arrows-Piloten Marc Surer und Thierry Boutsen wechselten sich nach wie vor am Steuer des neuen A7 ab, sodass der Wagen beim Frankreich-GP wieder von Boutsen pilotiert wurde, während Surer auf den A6 zurückgreifen musste. Das Toleman-Team meldete hingegen direkt zwei Exemplare des neuen Typs TG184 für die beiden Stammfahrer Johnny Cecotto und Ayrton Senna.
Nachdem beim Großen Preis von San Marino zahlreiche Piloten aufgrund von Kraftstoffmangel das Ziel nicht erreicht hatten, wurde die Kritik an der auf 220 Liter pro Wagen und Rennen begrenzten Benzinmenge lauter.

### Training
Die Pole-Position erreichte Renault-Pilot Patrick Tambay vor Elio de Angelis auf Lotus. Es handelte sich dabei um die vorerst letzte Pole für das Renault-Werksteam, das erst beim Großen Preis von Malaysia 2003 erneut auf dem ersten Startplatz vertreten war. Nelson Piquet und Keke Rosberg bildeten die zweite Reihe vor Alain Prost und Nigel Mansell. Die ersten drei Startreihen setzten sich somit aus Fahrzeugen fünf unterschiedlicher Teams zusammen.
Als bei stichprobenartigen Kontrollen während des ersten Zeittrainings festgestellt wurde, dass der Feuerlöscher im Wagen von Ligier-Pilot Andrea de Cesaris leer war, wurde dem Italiener zur Strafe seine Qualifikationszeit aberkannt. Da es während des zweiten Durchgangs am Samstag regnete, konnte er die am Freitag erzielten Zeiten seiner Kontrahenten nicht unterbieten und wäre somit als 27. nicht startberechtigt gewesen. Um ihm dennoch den Start vom letzten Platz aus zu ermöglichen, verzichtete sein für den 14. Platz qualifizierter Teamkollege François Hesnault auf die Teilnahme an seinem Heim-Grand-Prix.

### Rennen
Piquet und de Angelis erreichten die erste Kurve vor Tambay. Da es diesem jedoch gelang, Piquet leicht abzudrängen, konnte er seine am Start verlorene Führung zurückerobern. Mansell und Rosberg zogen ebenfalls an Piquet vorbei und gelangten dadurch auf die Ränge drei und vier hinter de Angelis.
Prost, der sich am Ende der ersten Runde auf dem siebten Rang befunden hatte, gelangte bis zum sechsten Umlauf auf den vierten Platz nach vorn. In Runde 14 überholte er Mansell, vier Runden später übernahm er den zweiten Platz von de Angelis. Der zweite McLaren-Pilot, Niki Lauda, stellte die Dominanz des MP4/2 ebenfalls unter Beweis, indem er sich bis zur 21. Runde von Rang zehn bis auf den dritten Platz nach vorn kämpfte.
Von den Fahrern an der Spitze absolvierte Lauda seinen Boxenstopp als Letzter, wodurch er zwischenzeitlich in Führung gelangte. Der späte Stopp erwies sich für ihn als Vorteil, da er in der 62. Runde mit neueren Reifen Tambay überholen konnte und dadurch endgültig die Führung übernahm. Da für Prost aus technischen Gründen ein zweiter Stopp nötig wurde, konnte er seine Position in der Spitzengruppe nicht halten. Mansell wurde Dritter vor René Arnoux, de Angelis und Rosberg.

## Meldeliste
| Team                            | Nr. | Fahrer             | Chassis         | Motor                       | Reifen |
| ------------------------------- | --- | ------------------ | --------------- | --------------------------- | ------ |
| MRD International               | 01  | Nelson Piquet      | Brabham BT53    | BMW M12/13 1.5 L4t          | M      |
| MRD International               | 02  | Teo Fabi           | Brabham BT53    | BMW M12/13 1.5 L4t          | M      |
| Tyrrell Racing Organisation     | 03  | Martin Brundle     | Tyrrell 012     | Ford Cosworth DFY 3.0 V8    | G      |
| Tyrrell Racing Organisation     | 04  | Stefan Bellof      | Tyrrell 012     | Ford Cosworth DFY 3.0 V8    | G      |
| Williams Grand Prix Engineering | 05  | Jacques Laffite    | Williams FW09   | Honda RA163-E 1.5 V6t       | G      |
| Williams Grand Prix Engineering | 06  | Keke Rosberg       | Williams FW09   | Honda RA163-E 1.5 V6t       | G      |
| Marlboro McLaren International  | 07  | Alain Prost        | McLaren MP4/2   | TAG/Porsche TTE PO1 1.5 V6t | M      |
| Marlboro McLaren International  | 08  | Niki Lauda         | McLaren MP4/2   | TAG/Porsche TTE PO1 1.5 V6t | M      |
| Skoal Bandit Formula 1 Team     | 09  | Philippe Alliot    | RAM 02          | Hart 415T 1.5 L4t           | P      |
| Skoal Bandit Formula 1 Team     | 10  | Jonathan Palmer    | RAM 02          | Hart 415T 1.5 L4t           | P      |
| John Player Team Lotus          | 11  | Elio de Angelis    | Lotus 95T       | Renault EF4 1.5 V6t         | G      |
| John Player Team Lotus          | 12  | Nigel Mansell      | Lotus 95T       | Renault EF4 1.5 V6t         | G      |
| Team ATS                        | 14  | Manfred Winkelhock | ATS D7          | BMW M12/13 1.5 L4t          | P      |
| Équipe Renault Elf              | 15  | Patrick Tambay     | Renault RE50    | Renault EF4 1.5 V6t         | M      |
| Équipe Renault Elf              | 16  | Derek Warwick      | Renault RE50    | Renault EF4 1.5 V6t         | M      |
| Barclay Nordica Arrows BMW      | 17  | Marc Surer         | Arrows A6       | Ford Cosworth DFV 3.0 V8    | G      |
| Barclay Nordica Arrows BMW      | 18  | Thierry Boutsen    | Arrows A7       | BMW M12/13 1.5 L4t          | G      |
| Toleman Group Motorsport        | 19  | Ayrton Senna       | Toleman TG184   | Hart 415T 1.5 L4t           | P      |
| Toleman Group Motorsport        | 20  | Johnny Cecotto     | Toleman TG184   | Hart 415T 1.5 L4t           | P      |
| Spirit Racing                   | 21  | Mauro Baldi        | Spirit 101B     | Hart 415T 1.5 L4t           | P      |
| Benetton Team Alfa Romeo        | 22  | Riccardo Patrese   | Alfa Romeo 184T | Alfa Romeo 890T 1.5 V8t     | G      |
| Benetton Team Alfa Romeo        | 23  | Eddie Cheever      | Alfa Romeo 184T | Alfa Romeo 890T 1.5 V8t     | G      |
| Osella Squadra Corse            | 24  | Piercarlo Ghinzani | Osella FA1F     | Alfa Romeo 890T 1.5 V8t     | P      |
| Ligier Loto                     | 25  | François Hesnault  | Ligier JS23     | Renault EF4 1.5 V6t         | M      |
| Ligier Loto                     | 26  | Andrea de Cesaris  | Ligier JS23     | Renault EF4 1.5 V6t         | M      |
| Scuderia Ferrari SpA SEFAC      | 27  | Michele Alboreto   | Ferrari 126C4   | Ferrari 031 1.5 V6t         | G      |
| Scuderia Ferrari SpA SEFAC      | 28  | René Arnoux        | Ferrari 126C4   | Ferrari 031 1.5 V6t         | G      |

## Klassifikationen

### Qualifying
| Pos. | Fahrer             | Konstrukteur        | Qualifikationstraining 1 | Qualifikationstraining 1 | Qualifikationstraining 2 | Qualifikationstraining 2 | Start |
| Pos. | Fahrer             | Konstrukteur        | Zeit                     | Ø-Geschwindigkeit        | Zeit                     | Ø-Geschwindigkeit        | Start |
| ---- | ------------------ | ------------------- | ------------------------ | ------------------------ | ------------------------ | ------------------------ | ----- |
| 01   | Patrick Tambay     | Renault             | 1:02,200                 | 224,971 km/h             | 1:24,855                 | 164,907 km/h             | 01    |
| 02   | Elio de Angelis    | Lotus-Renault       | 1:02,336                 | 224,480 km/h             | 1:20,859                 | 173,057 km/h             | 02    |
| 03   | Nelson Piquet      | Brabham-BMW         | 1:02,806                 | 222,800 km/h             | 1:30,893                 | 153,952 km/h             | 03    |
| 04   | Keke Rosberg       | Williams-Honda      | 1:02,908                 | 222,439 km/h             | 1:30,872                 | 153,988 km/h             | 04    |
| 05   | Alain Prost        | McLaren-TAG-Porsche | 1:02,982                 | 222,178 km/h             | 1:25,397                 | 163,861 km/h             | 05    |
| 06   | Nigel Mansell      | Lotus-Renault       | 1:03,200                 | 221,411 km/h             | 1:20,061                 | 174,782 km/h             | 06    |
| 07   | Derek Warwick      | Renault             | 1:03,540                 | 220,227 km/h             | 1:23,363                 | 167,859 km/h             | 07    |
| 08   | Manfred Winkelhock | ATS-BMW             | 1:03,865                 | 219,106 km/h             | 1:28,393                 | 158,307 km/h             | 08    |
| 09   | Niki Lauda         | McLaren-TAG-Porsche | 1:04,419                 | 217,222 km/h             | 1:25,567                 | 163,535 km/h             | 09    |
| 10   | Michele Alboreto   | Ferrari             | 1:04,459                 | 217,087 km/h             | 1:22,749                 | 169,104 km/h             | 10    |
| 11   | René Arnoux        | Ferrari             | 1:04,917                 | 215,555 km/h             | 1:22,707                 | 169,190 km/h             | 11    |
| 12   | Jacques Laffite    | Williams-Honda      | 1:05,410                 | 213,931 km/h             | 1:27,917                 | 159,164 km/h             | 12    |
| 13   | Ayrton Senna       | Toleman-Hart        | 1:05,744                 | 212,844 km/h             | 1:28,225                 | 158,608 km/h             | 13    |
| 14   | François Hesnault  | Ligier-Renault      | 1:05,850                 | 212,501 km/h             | 1:22,272                 | 170,085 km/h             | DNS   |
| 15   | Thierry Boutsen    | Arrows-BMW          | 1:05,972                 | 212,108 km/h             | 1:25,252                 | 164,139 km/h             | 14    |
| 16   | Riccardo Patrese   | Alfa Romeo          | 1:06,172                 | 211,467 km/h             | 1:28,124                 | 158,790 km/h             | 15    |
| 17   | Eddie Cheever      | Alfa Romeo          | 1:06,281                 | 211,119 km/h             | 1:23,770                 | 167,043 km/h             | 16    |
| 18   | Teo Fabi           | Brabham-BMW         | 1:06,370                 | 210,836 km/h             | keine Zeit               | –                        | 17    |
| 19   | Johnny Cecotto     | Toleman-Hart        | 1:08,189                 | 205,212 km/h             | 1:31,359                 | 153,167 km/h             | 18    |
| 20   | Marc Surer         | Arrows-Ford         | 1:08,457                 | 204,409 km/h             | 1:26,943                 | 160,947 km/h             | 19    |
| 21   | Stefan Bellof      | Tyrrell-Ford        | 1:08,608                 | 203,959 km/h             | 1:29,539                 | 156,281 km/h             | 20    |
| 22   | Jonathan Palmer    | RAM-Hart            | 1:09,047                 | 202,662 km/h             | keine Zeit               | –                        | 21    |
| 23   | Philippe Alliot    | RAM-Hart            | 1:09,447                 | 201,495 km/h             | keine Zeit               | –                        | 22    |
| 24   | Martin Brundle     | Tyrrell-Ford        | 1:09,554                 | 201,185 km/h             | 1:28,555                 | 158,017 km/h             | 23    |
| 25   | Mauro Baldi        | Spirit-Hart         | 1:09,629                 | 200,968 km/h             | 1:31,021                 | 153,736 km/h             | 24    |
| 26   | Piercarlo Ghinzani | Osella-Alfa Romeo   | 1:11,625                 | 195,368 km/h             | 1:32,541                 | 151,211 km/h             | 25    |
| 27   | Andrea de Cesaris  | Ligier-Renault      | keine Zeit               | –                        | 1:22,388                 | 169,845 km/h             | 26    |

### Rennen
| Pos. | Fahrer             | Konstrukteur        | Runden | Stopps | Zeit        | Start | Schnellste Runde |
| ---- | ------------------ | ------------------- | ------ | ------ | ----------- | ----- | ---------------- |
| 01   | Niki Lauda         | McLaren-TAG-Porsche | 79     | 1      | 1:31:11,951 | 09    | 1:06,100         |
| 02   | Patrick Tambay     | Renault             | 79     | 1      | + 7,154     | 01    | 1:06,876         |
| 03   | Nigel Mansell      | Lotus-Renault       | 79     | 1      | + 23,969    | 06    | 1:07,448         |
| 04   | René Arnoux        | Ferrari             | 79     | 1      | + 43,706    | 11    | 1:07,286         |
| 05   | Elio de Angelis    | Lotus-Renault       | 79     | 1      | + 1:06,125  | 02    | 1:08,608         |
| 06   | Keke Rosberg       | Williams-Honda      | 78     | 1      | + 1 Runde   | 04    | 1:07,490         |
| 07   | Alain Prost        | McLaren-TAG-Porsche | 78     | 2      | + 1 Runde   | 05    | 1:05,257 (59.)   |
| 08   | Jacques Laffite    | Williams-Honda      | 78     | 1      | + 1 Runde   | 12    | 1:07,861         |
| 09   | Teo Fabi           | Brabham-BMW         | 78     | 1      | + 1 Runde   | 17    | 1:07,839         |
| 10   | Andrea de Cesaris  | Ligier-Renault      | 77     | 0      | + 2 Runden  | 26    | 1:09,779         |
| 11   | Thierry Boutsen    | Arrows-BMW          | 77     | 1      | + 2 Runden  | 14    | 1:09,177         |
| 12   | Piercarlo Ghinzani | Osella-Alfa Romeo   | 74     | 1      | + 5 Runden  | 25    | 1:11,179         |
| 13   | Jonathan Palmer    | RAM-Hart            | 72     | 1      | + 7 Runden  | 21    | 1:13,713         |
| –    | Mauro Baldi        | Spirit-Hart         | 63     | 2      | DNF         | 24    | 1:10,692         |
| –    | Derek Warwick      | Renault             | 53     | 1      | DNF         | 07    | 1:07,293         |
| –    | Eddie Cheever      | Alfa Romeo          | 51     | 0      | DNF         | 16    | 1:10,253         |
| –    | Marc Surer         | Arrows-Ford         | 51     | 0      | DNF         | 19    | 1:11,783         |
| –    | Ayrton Senna       | Toleman-Hart        | 36     | 0      | DNF         | 13    | 1:10,100         |
| –    | Michele Alboreto   | Ferrari             | 33     | 1      | DNF         | 10    | 1:08,400         |
| –    | Johnny Cecotto     | Toleman-Hart        | 22     | 0      | DNF         | 18    | 1:10,999         |
| –    | Riccardo Patrese   | Alfa Romeo          | 16     | 0      | DNF         | 15    | 1:11,047         |
| –    | Nelson Piquet      | Brabham-BMW         | 11     | 0      | DNF         | 03    | 1:09,186         |
| –    | Manfred Winkelhock | ATS-BMW             | 6      | 1      | DNF         | 08    | 1:11,394         |
| –    | Philippe Alliot    | RAM-Hart            | 4      | 0      | DNF         | 22    | 1:13,476         |
| DSQ  | Martin Brundle     | Tyrrell-Ford        | 76     | 1      | + 3 Runden  | 23    | 1:10,471         |
| DSQ  | Stefan Bellof      | Tyrrell-Ford        | 12     | 0      | DNF         | 20    | 1:11,156         |

Anmerkungen
1. 1 2  Aufgrund von Verstößen gegen das Reglement wurden das Team Tyrrell sowie die Fahrer Brundle und Bellof im September 1984 rückwirkend für die gesamte Saison 1984 disqualifiziert. Zudem wurde dem Team die Teilnahme an den letzten drei Rennen des Jahres untersagt.

## WM-Stände nach dem Rennen
Die ersten sechs des Rennens bekamen 9, 6, 4, 3, 2 bzw. 1 Punkt(e). In der Fahrerwertung wurden die besten elf Resultate, in der Konstrukteurswertung alle Resultate gewertet.

### Fahrerwertung
| Pos. | Fahrer            | Konstrukteur        | Punkte |
| ---- | ----------------- | ------------------- | ------ |
| 01   | Alain Prost       | McLaren-TAG-Porsche | 24     |
| 02   | Niki Lauda        | McLaren-TAG-Porsche | 18     |
| 03   | Derek Warwick     | Renault             | 13     |
| 04   | René Arnoux       | Ferrari             | 13     |
| 05   | Elio de Angelis   | Lotus-Renault       | 12     |
| 06   | Keke Rosberg      | Williams-Honda      | 10     |
| 07   | Michele Alboreto  | Ferrari             | 9      |
| 08   | Patrick Tambay    | Renault             | 8      |
| 09   | Nigel Mansell     | Lotus-Renault       | 4      |
| 10   | Eddie Cheever     | Alfa Romeo          | 3      |
| 11   | Riccardo Patrese  | Alfa Romeo          | 3      |
| 12   | Thierry Boutsen   | Arrows-Ford         | 3      |
| 13   | Andrea de Cesaris | Ligier-Renault      | 3      |
| 14   | Ayrton Senna      | Toleman-Hart        | 2      |

| Pos. | Fahrer             | Konstrukteur      | Punkte |
| ---- | ------------------ | ----------------- | ------ |
| 15   | Marc Surer         | Arrows-Ford       | 0      |
| 16   | Mauro Baldi        | Spirit Hart       | 0      |
| 17   | Jonathan Palmer    | RAM-Hart          | 0      |
| 18   | Jacques Laffite    | Williams-Honda    | 0      |
| 19   | Nelson Piquet      | Brabham-BMW       | 0      |
| 20   | Teo Fabi           | Brabham-BMW       | 0      |
| 21   | François Hesnault  | Ligier-Renault    | 0      |
| 22   | Piercarlo Ghinzani | Osella-Alfa Romeo | 0      |
| –    | Philippe Alliot    | RAM-Hart          | 0      |
| –    | Johnny Cecotto     | Toleman-Hart      | 0      |
| –    | Manfred Winkelhock | ATS-BMW           | 0      |
| –    | Jo Gartner         | Osella-Alfa Romeo | 0      |
| DSQ  | Stefan Bellof      | Tyrrell-Ford      | 3      |
| DSQ  | Martin Brundle     | Tyrrell-Ford      | 2      |

### Konstrukteurswertung
| Pos. | Konstrukteur        | Punkte |
| ---- | ------------------- | ------ |
| 01   | McLaren-TAG-Porsche | 42     |
| 02   | Ferrari             | 22     |
| 03   | Renault             | 20     |
| 04   | Lotus-Renault       | 16     |
| 05   | Williams-Honda      | 10     |
| 06   | Alfa Romeo          | 6      |
| 07   | Arrows-Ford         | 3      |
| 08   | Ligier-Renault      | 3      |

| Pos. | Konstrukteur      | Punkte |
| ---- | ----------------- | ------ |
| 09   | Toleman-Hart      | 2      |
| 10   | Spirit-Hart       | 0      |
| 11   | RAM-Hart          | 0      |
| 12   | Brabham-BMW       | 0      |
| 13   | Osella-Alfa Romeo | 0      |
| –    | ATS-BMW           | 0      |
| DSQ  | Tyrrell-Ford      | 5      |

Anmerkungen
1. ↑  Tyrrell wurde im September 1984 wegen Reglementverstoßes aus der Weltmeisterschaft ausgeschlossen; Auslöser waren verbotene Wassertanks, die nach jedem Grand Prix befüllt wurden und auf diese Weise für ein Untergewicht während der Rennen sorgten.